# Albert Marie (lekkoatleta)
Albert Marie (ur. 3 marca 1957) – seszelski lekkoatleta, długodystansowiec. Dwukrotny olimpijczyk. 
Brał udział w igrzyskach olimpijskich w 1980 (Moskwa) w biegu maratońskim oraz w biegu na 3000 metrów z przeszkodami. Pierwszego nie ukończył, natomiast w eliminacjach drugiej konkurencji zajął ostatnie dziesiąte miejsce w biegu eliminacyjnym. Jego czas 9:19,62 był przedostatnim wynikiem całych eliminacji (gorszy rezultat miał tylko Syryjczyk Abdul Karim Joumaa, ponadto jeden zawodnik nie ukończył zawodów). 
Cztery lata później wystąpił na kolejnych igrzyskach w Los Angeles. Biegał w eliminacjach biegów na 10 000 metrów i 3000 m z przeszkodami. W biegu eliminacyjnym 10 000 metrów również był na ostatnim, 14. miejscu. Uzyskał najgorszy czas eliminacji – 32:04,11 (nie licząc kilku zawodników, którzy nie dobiegli do mety). Również ostatnie miejsce zajął w biegu eliminacyjnym na 3000 m z przeszkodami (9:32,30). Miał wówczas 184 cm wzrostu.
Uczestnik Mistrzostw Świata w Lekkoatletyce 1987 (Rzym). Wystąpił tam w maratonie, w którym zajął 43. miejsce (z czasem 2:40:48).
Zdobył co najmniej 20 tytułów mistrza Seszeli. Cztery razy w biegu na 1500 metrów (1981-1984), pięć w biegu na 5000 metrów (1982-1986), pięć w biegu na 10 000 metrów (1983-1987), raz w biegu na 15 kilometrów (1986), trzy w maratonie (1985-1987) i dwa w biegu na 3000 metrów z przeszkodami. 
Rekordy życiowe: 
- bieg na 1500 metrów – 3:57,30 (Victoria, 24 sierpnia 1984)
- bieg na 10 000 metrów – 32:04,11 (Los Angeles, 3 sierpnia 1984)
- bieg na 3000 metrów z przeszkodami – 9:19,62 (Moskwa, 26 lipca 1980)
- maraton – 2:25:48 (Victoria, 23 października 1988).